# Péter Traply
Péter Traply (* 27. März 1987) ist ein professioneller ungarischer Pokerspieler, der hauptsächlich online spielt. Er gewann bisher knapp 17,5 Millionen US-Dollar mit Onlinepoker, womit er einer der erfolgreichsten Spieler ist, und gewann 2009 ein Bracelet bei der European Poker Tour.

## Pokerkarriere

### Online
Traply spielt seit August 2006 online unter den Nicknames Belabacsi (PokerStars, Full Tilt Poker sowie Bodog), HungarysHero (partypoker), OmeletteduFR (PokerStars.FR sowie Winamax), kiskutya23 (888poker), Bebacklatersir (William Hill) und ToroMuyFuerte (PokerStars.ES). Seine Online-Turniergewinne belaufen sich auf knapp 17,5 Millionen US-Dollar, womit er einer der erfolgreichsten Onlineturnierspieler ist. Davon erspielte sich der Ungar den Großteil von über 11,5 Millionen US-Dollar auf PokerStars, wo er u. a. ein Turnier der Turbo Championship of Online Poker sowie zwei Titel bei der Spring Championship of Online Poker gewann. Im Jahr 2013 stand er zeitweise auf dem fünften Platz des PokerStake-Rankings, das die erfolgreichsten Onlinepoker-Turnierspieler weltweit listet.

### Live
Seine ersten Geldplatzierungen bei Live-Turnieren erzielte Traply Ende November 2007 bei den Budapest Poker Open. Dort belegte er einen siebten und einen ersten Platz und erhielt umgerechnet rund 40.000 US-Dollar. Anfang Juli 2008 war er erstmals bei der World Series of Poker (WSOP) im Rio All-Suite Hotel and Casino am Las Vegas Strip erfolgreich und beendete das Main Event auf dem mit 38.600 US-Dollar dotierten 188. Platz. Anfang Mai 2009 erreichte der Ungar beim Main Event der European Poker Tour in Monte-Carlo den Finaltisch und wurde Achter für 170.000 Euro. Bei der WSOP 2009 setzte er sich bei einem in der Variante No Limit Hold’em gespielten Shootout-Event durch und sicherte sich ein Bracelet sowie eine Siegprämie von knapp 350.000 US-Dollar. Anfang September 2009 belegte Traply beim Main Event der World Poker Tour in Bratislava den fünften Platz, der mit 25.000 Euro bezahlt wurde. Seitdem blieben größere Live-Turniererfolge aus. Seine bis dato letzte Live-Geldplatzierung erzielte er bei der WSOP 2019.
Insgesamt hat sich Traply mit Poker bei Live-Turnieren knapp eine Million US-Dollar erspielt.